# Rückert-Lieder

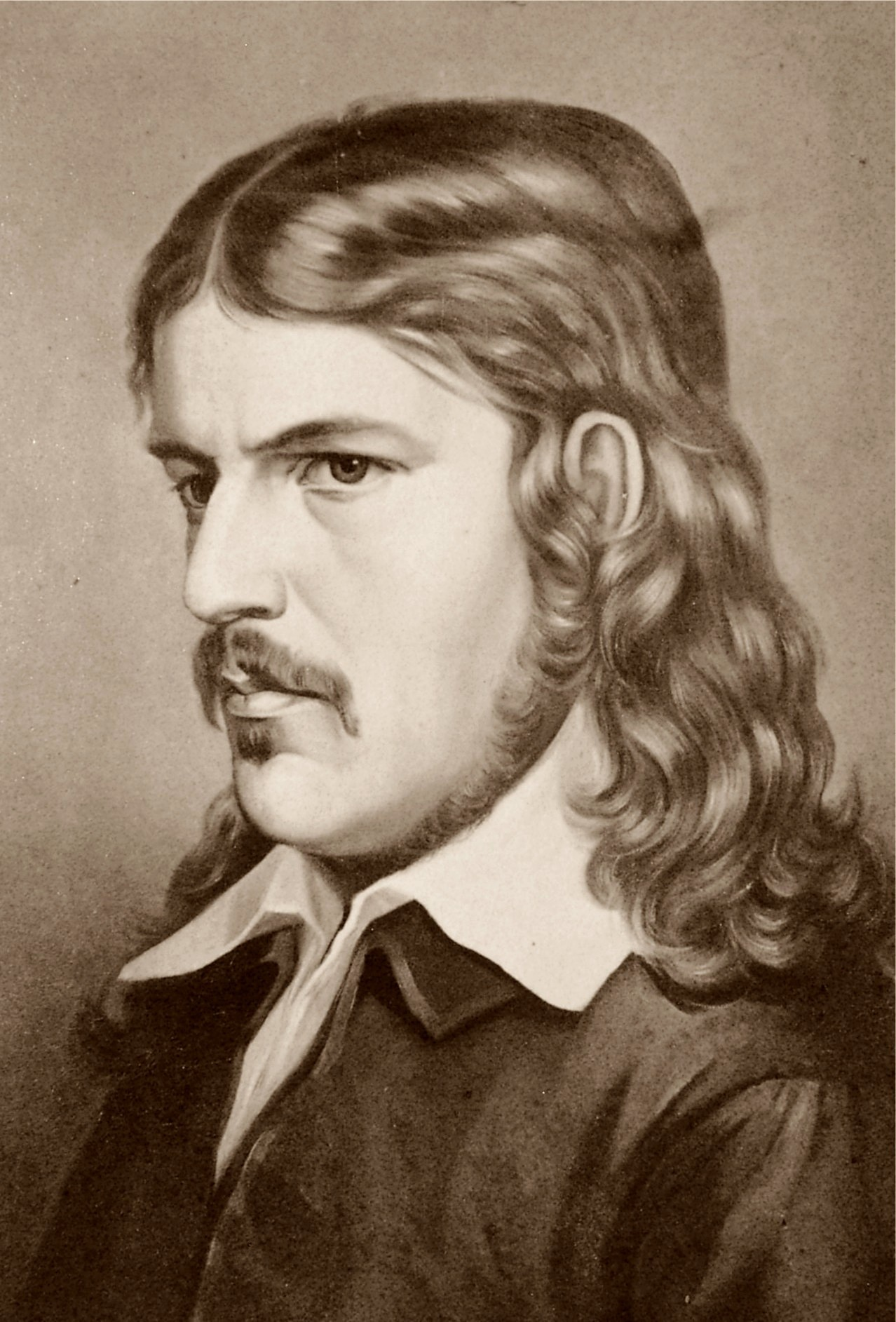
El poeta Friedrich Rückert

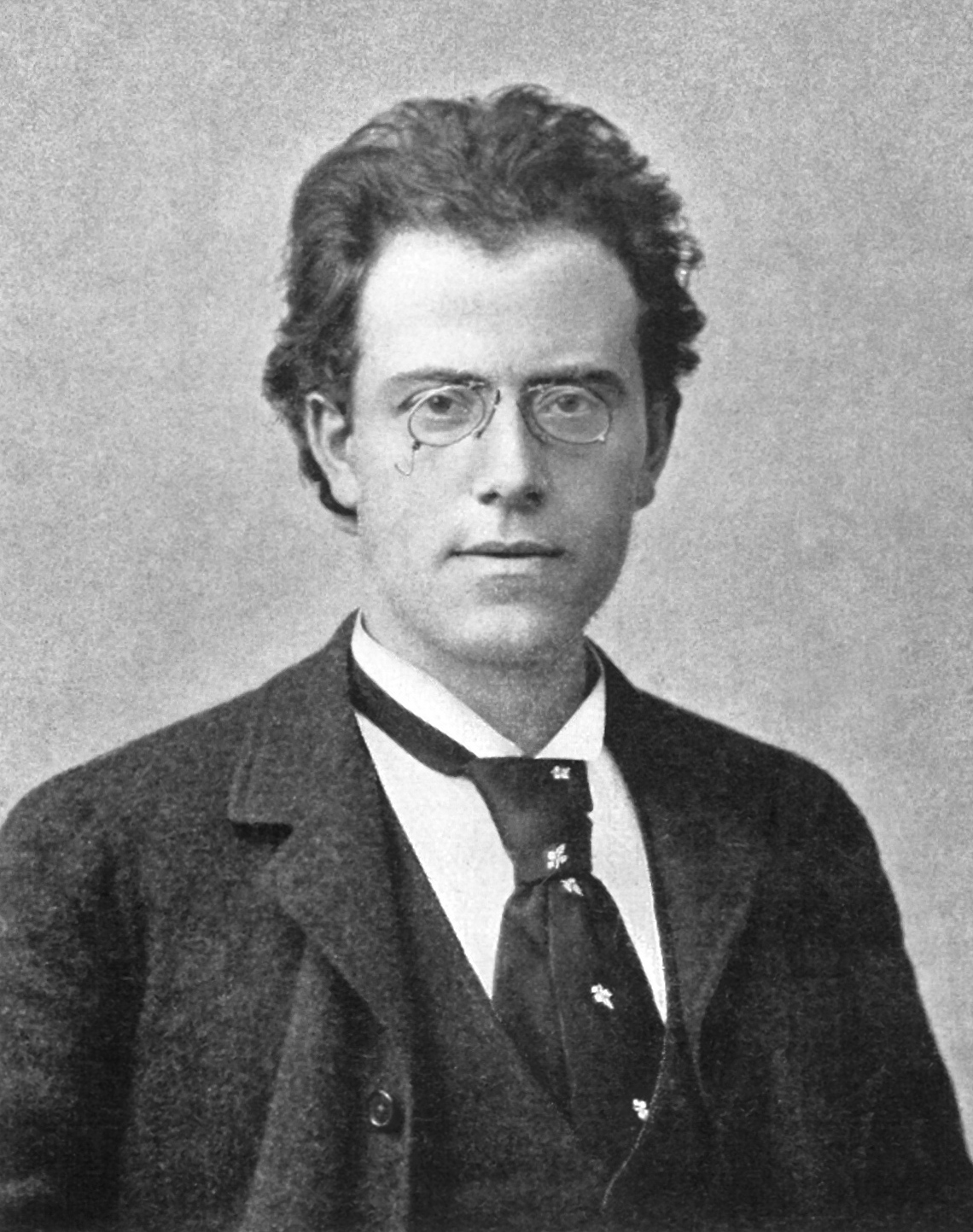
Gustav Mahler

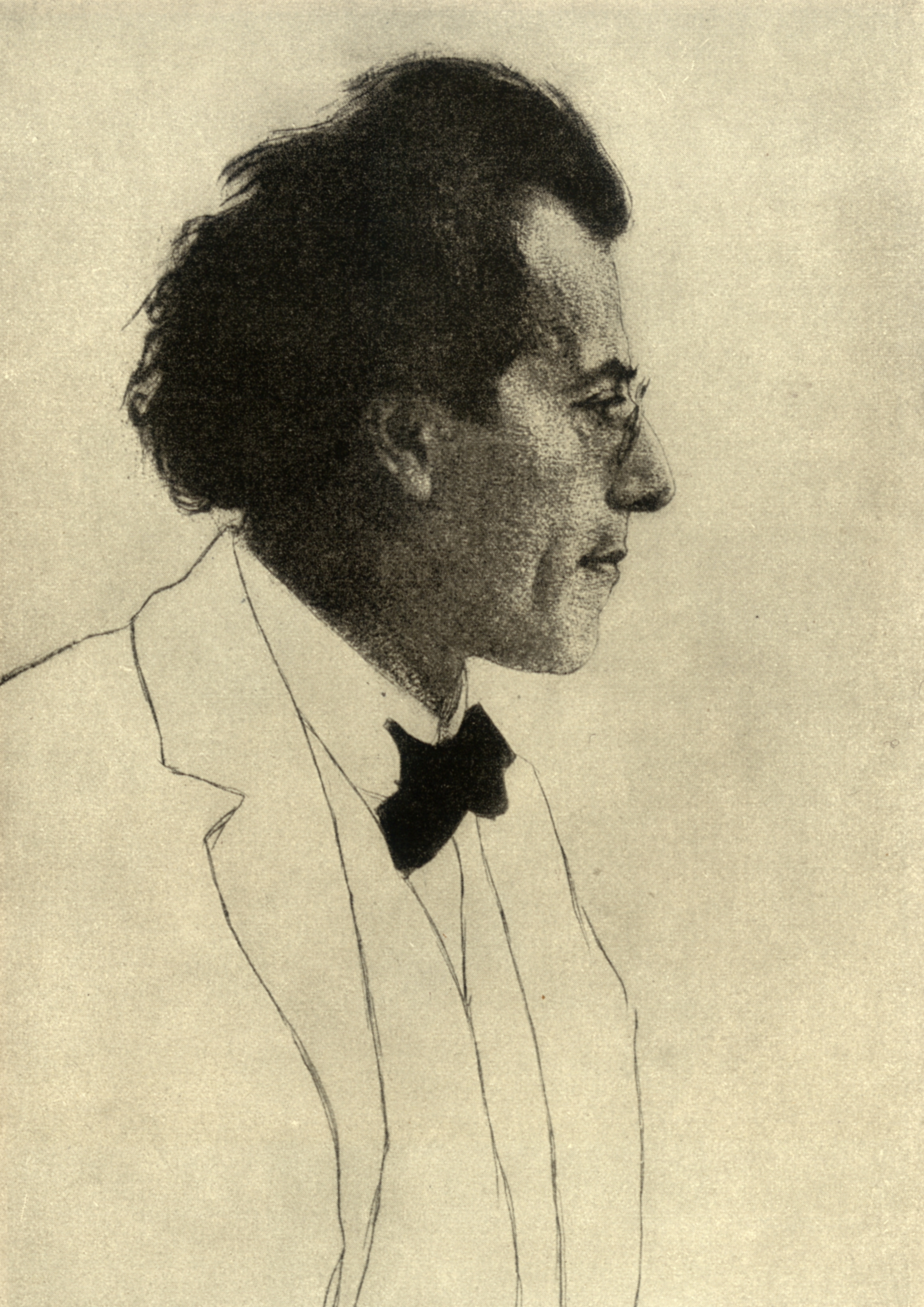
Gustav Mahler en 1902

Las Rückert-Lieder son cinco canciones para voz y orquesta o piano compuestas entre 1901 y 1911 por Gustav Mahler, basándose en poemas escritos por Friedrich Rückert.

## Composición
Las canciones son:
1. Blicke mir nicht in die Lieder! − ¡No mires a mis canciones! (14 de junio de 1901)
2. Ich atmet’ einen linden Duft − Respiré una gentil fragancia de tilos (julio de 1901)
3. Ich bin der Welt abhanden gekommen − Me he retirado del mundo (16 de agosto de 1901)
4. Um Mitternacht − A medianoche (verano de 1901)
5. Liebst du um Schönheit − Si amas la belleza (agosto de 1902)

Junto con Revelge y Der Tamboursg’sell (sobre poemas de Des Knaben Wunderhorn e incorporados más tarde a su ciclo de canciones del mismo nombre, fueron publicadas en 1905 como Sieben Lieder aus letzter Zeit (Siete Canciones para los Últimos Días).
Durante mucho tiempo, Mahler se había inspirado para sus composiciones en la colección de poemas populares de Des Knaben Wunderhorn editada y publicada por Achim von Arnim y Clemens Brentano. El músico escribió varios lieder sobre esos textos fantásticos y legendarios y utilizó algunos de ellos también en la segunda, tercera y cuarta sinfonía. Cuando Mahler leyó más tarde los poemas del poeta Friedrich Rückert, descubrió a un autor al que sentía afín por su sensibilidad y su lirismo íntimo y refinado.
Los primeros lieder que escribió sobre estos poemas datan del verano de 1901, en un momento en que el músico se alegraba por el compromiso con Alma y por la construcción de una nueva casa en Maiernigg, en el lago Wörthersee, sumergido en la naturaleza que tanto amaba. Los cinco lieders se compusieron en poco tiempo, entre el verano de 1901 y el de 1902, al mismo tiempo que la quinta sinfonía que no incluía partes cantadas, y las tres primeras piezas de los Kindertotenlieder.
Las cinco canciones tomaron el nombre de Rückert-Lieder y fueron publicadas por la editorial Kahnt en 1905. La primera interpretación tuvo lugar en Viena en el Großer Musikvereinsaal el 29 de enero de 1905 bajo la dirección del propio Mahler. Los Kindertotenlieder también se interpretaron esa misma noche; el músico quería esta combinación para equilibrar una obra oscura y dolorosa con una colección más serena y de atmósfera desencantada. Mientras que para los Kindertotenlieder dejó indicaciones categóricas, no permitiendo cambios ni para los intérpretes ni para la secuencia de las piezas, para los otros cinco lieder no dejó prescripción para el orden de ejecución, dejando la elección a los intérpretes, incluso la parte cantada podía confiarse a un barítono o a una contralto y finalmente utilizó una formación orquestal diferente para cada una de las cinco piezas.

## Estructura y análisis
```
 1. Blicke mir nicht in die Lieder (No mires mis canciones), Sehr lebhaft (Fa mayor)
```

“Las abejas, cuando construyen la colmena, no dejan que nadie las sorprenda; pero después de haber depositado la miel dorada, entonces serán ustedes quienes podrán saborearla”. Mahler, como Rückert, no toleraba que nadie quisiera conocer sus obras antes de terminarlas. La pieza, muy viva en su indicación, presenta un movimiento fugitivo compuesto por cuartetas de corcheas que fluyen; la música, caracterizada por una sutil ironía, es fluida y ligera. 
```
 2. Ich atmet 'einen linden Duft (Respiré un dulce perfume de tilos), Sehr zart und innig (Re mayor)
```

La indicación, muy delicada e íntima, define la atmósfera de la pieza, dulce y tierna. Mahler juega con las palabras usando "Linden" (tilo) y el adjetivo "linden" (dulce): "Tú cortas suavemente esta rama de tilo del árbol para mí. Respiro su perfume". El ambiente sereno y veraniego que evoca la música sugiere una confianza tranquilizadora entre dos seres que rehúyen cualquier visión dolorosa que pueda perturbarlos. El carácter delicado es revivido por la instrumentación que presenta momentos solistas para los vientos.
```
 3. Ich bin der Welt abhanden gekommen (Me he retirado del mundo), Äußerst langsam und zurückhaltend (Fa mayor)
```

El lied, probablemente el más sentido de todo el ciclo, propone, con gran intensidad, la imagen de aquellos que, habiendo recorrido todos los caminos del mundo, han llegado ahora a una libertad e inmovilidad en el tiempo para poder finalmente contemplar belleza de lo que los rodea con una actitud mística y desprendida. Extremadamente lento y cauteloso se indica en la partitura, una notación que también se refleja en la armonía y el ritmo que cambia ligeramente. La orquesta incluye oboe, corno inglés, dos fagots, dos trompas, arpa y cuerdas.
```
 4. Um mitternach (A medianoche) Ruhig, gleichmäßig
```

Calmado y constante es la indicación en la partitura. La noche es el momento más adecuado para reflexionar sobre uno mismo y sobre el destino que se espera; es el tiempo de los pensamientos y las elecciones. "A medianoche levanté mis ojos al cielo, pero las estrellas no me sonrieron. Conté los latidos de mi corazón. Tomé parte en tu humanidad doliente... A medianoche devolví mi fuerza a tus manos, ¡Señor!" La soledad y la melancolía del autor se expresan mediante escalas descendentes a tonos bajos y profundos; la partitura tiene una textura extremadamente severa bien representada por la orquesta que incluye todos los instrumentos a excepción de las cuerdas. La preocupación del poeta por el destino de la humanidad se entreteje con los sonidos de la naturaleza cantados por los vientos para llegar finalmente, con un intenso crescendo, a un final con el repiqueteo de los metales para dar confianza en la gracia divina.
```
 5. Liebst du um Schoenheit? (Si amas la belleza) Innig
```

Este es el último lied del ciclo que escribió Mahler, dedicándoselo a su esposa. Es una verdadera canción de amor para Alma, cuatro meses después de la boda. La pieza es fresca y ligera y tiene un toque de ingenuidad en los versos similar a una canción de cuna. "Si me amas por la belleza, la juventud o la riqueza, entonces no me ames, pero si me amas por el amor, entonces sí, ¡ámame para siempre, tú, a quien siempre he amado!". Íntimamente es la indicación de una pieza que no tiene tonalidad y ni siquiera una orquestación original del autor. Mahler la compuso para voz y piano y luego fue transcrita por el editor para un conjunto instrumental compuesto por instrumentos de viento de madera (sin flautas), cuatro trompas, arpa y cuerdas.

## Discografía
- Kerstin Thorborg, Bruno Walter, Orquesta Filarmónica de Viena, 1936.
- Kathleen Ferrier (contralto), Bruno Walter, Orquesta Filarmónica de Viena - DECCA 1952.
- Dietrich Fischer-Dieskau (Baritone) Karl Böhm, Berlin Philharmonic Orchestra.
- Christa Ludwig, Gerald Moore, piano, 1959.
- Maureen Forrester, RSOB, Ferenc Fricsay, 1959.
- Jennie Tourel, Leonard Bernstein NYP, 1960.
- Dietrich Fischer-Dieskau, Gerald Moore, piano, EMI 1962.
- Sena Jurinac, Istvan KERTESZ	Radio Sinfonie Orchester Frankfurt 1962.
- Christa Ludwig (mezzo-soprano), Otto Klemperer, Orquesta Philharmonia - EMI 1964.
- Irmgard Seefried, Manuel Rosenthal, ORTF, 1966 DVD.
- Dietrich Fischer-Dieskau, Zubin Mehta, WP, 1967.
- Dietrich Fischer-Dieskau, Leonard Bernstein, piano . Sony, 1968.
- Janet Baker (mezzo-soprano), John Barbirolli, Orquesta Hallé - EMI, 1969.
- Thomas Hampson (barítono), Leonard Bernstein, Orquesta Filarmónica de Viena - DGG.
- Christa Ludwig (mezzo-soprano), Herbert von Karajan, Orquesta Filarmónica de Berlín - DGG.
- Jessye Norman, Irwin Gage piano, 1971.
- Hermann Prey, Michael Krist piano, Philips 1972.
- Dietrich Fischer-Dieskau (barítono), Daniel Barenboim, piano 1978.
- Frederica von Stade, London Philharmonic, Andrew Davis, 1978.
- Brigitte Fassbaender (mezzo-soprano), Riccardo Chailly, 1988.
- Marjana Lipovsek, Berliner Philharmoniker, Claudio Abbado, 1992.
- Anne Sofie von Otter (mezzo-soprano), John Eliot Gardiner, North German Radio Symphony Orchestra - DG, 1995.
- Thomas Hampson, Wolfram Rieger, 1996 EMI.
- Waltraud Meier (mezzo-soprano), Lorin Maazel , Orquesta Sinfónica de la Radio de Baviera, 1998.
- Lorraine Hunt Lieberson, Roger Vignoles, 1998.
- Marie-Nicole Lemieux contralto, Daniel Blumenthal, piano, 2000.
- Violeta Urmana, Wiener Philharmoniker, Pierre Boulez, 2003.
- Thomas Hampson, Wolfram Rieger, 2005.
- Felicity Lott, Quatour Schumann, 2008.
- Christian Gerhaher (barítono), Gerald Huber, piano, 2009.
- Susan Graham mezzosoprano, Orquesta de San Francisco, Michael Tilson Thomas, 2009.
- Christine Schäfer, Christoph Eschenbach, Deutsches Symphonie-Orchester Berlín, 2009.
- Magdalena Kožená mezzosoprano, Claudio Abbado, Orquesta del festival de Lucerna, 2009.
- Thomas Hampson, barítono, Mahler chmaber orchestra, Manfred Honeck, 2010.
- Gustavo Monastra, tenor, Vienna Symphonic Library Virtual Orchestra, Uli Schauerte, 2017.